# FC Ararat-Armenia
FC Ararat-Armenia (armeană Ֆուտբոլային Ակումբ Արարատ-Արմենիա), este un club de fotbal, fondat în 2017, cu sediul în Erevan, Armenia.

## Istoria
Clubul, având inițial numele de FC Avan Academy, a fost fondat în 2017 de către Ruben Hayrapetyan, cu un grup de absolvenți ai  Academiei de Fotbal din Erevan și mai mulți tineri jucători de la FC Pyunik.
La începutul anului 2018, clubul a fost preluat de omul de afaceri ruso-armean Samvel Karapetyan (proprietar și al clubului FC Ararat Moscova din liga a treia rusă), care a redenumit clubul în FC Ararat-Moscova Erevan. Sub această denumire, clubul termină pe locul 3 în liga secundă a campionatului armean, loc care îi permite promovarea în Prima Ligă Armeană.
După ce clubului FC Ararat Moscova, deși a terminat primul în liga a treia, i se refuză accesul în liga a doua, se face o nouă reorganizare și clubul este redenumit FC Ararat-Armenia Erevan.
Sub acest nume, clubul ia parte la meciurile din Prima Ligă Armeană câștigând competiția și, totodată dreptul de a reprezenta Armenia în Liga Campionilor.

## Antrenori
- Artak Oseyan (1 iulie 2017 – 30 iunie 2018)
- Andranik Babayan (1 iulie 2018 – 30 iulie 2018)
- Vadim Skripchenko (2 august 2018 – 25 septembrie 2018)
- Artak Oseyan – interimar
- Vardan Minasyan (1 octombrie 2018 – prezent)

## Rezultate în Ligă și Cupă
| Sezon   | Ligă | Ligă | Ligă | Ligă | Ligă | Ligă | Ligă | Ligă | Ligă | Cupa Armeniei      | Golgheter          | Golgheter | Antrenor                                |
| Sezon   | Div. | Poz. | M.   | V    | E    | Î    | GM   | GP   | P    | Cupa Armeniei      | Nume               | Ligă      | Antrenor                                |
| ------- | ---- | ---- | ---- | ---- | ---- | ---- | ---- | ---- | ---- | ------------------ | ------------------ | --------- | --------------------------------------- |
| 2017–18 | II   | 3    | 27   | 14   | 4    | 9    | 65   | 41   | 46   | Sferturi de finală | Armen Hovhannisyan | 15        | Artak Oseyan                            |
| 2018–19 | I    | 1    | 32   | 18   | 7    | 7    | 52   | 28   | 61   | Semifinale         | Anton Kobyalko     | 15        | V. Skripchenko Artak Oseyan V. Minasyan |

## Meciuri în cupele europene
| Sezon     | Competiția       | Etapa         | Adversar  | Turul I | Turul II |
| --------- | ---------------- | ------------- | --------- | ------- | -------- |
| 2019-2020 | Liga Campionilor | calificări Q1 | AIK Solna | –       | –        |

## Palmares
- Prima Ligă Armeană 2019-2020